# X (single van Liberty X)
"X" was de derde en laatste uitgebracht single van het album X van de Britse popgroep Liberty X. Kort hierna ging de band uit elkaar. De single werd uitgebracht op 19 juni. Het was de single met de laagste noteringen uit hun carrière. De song werd een kleine hit in Zuid-Afrika met een piek op plaats 21.

## Speellijst
VK CD1
1. "X" (main radio edit) – 3:03
2. "X" (radio edit) – 2:51

VK CD2
1. "X" (Main Radio Mix) – 3:23
2. "X" (Brooklyn Heights Remix) – 5:34
3. "X" (Video) – 3:03
4. "Song 4 Lovers" (Video) – 3:00
5. "X" (Behind the Scenes) – 2:00